# Mandevilla brachysiphon
Mandevilla brachysiphon là một loài thực vật có hoa trong họ La bố ma. Loài này được (Torr.) Pichon mô tả khoa học đầu tiên năm 1948.